# 胡惟德 (順治進士)
胡惟德，顺天府宛平县人，清朝政治人物、进士出身。

## 生平
顺治四年，登进士，官至中書舍人，后因病在邵武府公署去世。